# Denver
Denver, oficiálně City and County of Denver, je hlavní město státu Colorado ve Spojených státech amerických. Rozkládá se na celkové ploše 401,3 km² a má přibližně 716 tisíc obyvatel, což ho činí největším městem státu Colorado a zároveň 19. nejlidnatějším městem USA. Metropolitní oblast Denveru je 17. nejlidnatější v USA a má téměř 3 miliony obyvatel. Město je významným hospodářským centrem oblasti. Tvoří samostatný okres.

## Etymologie a heraldika
Generál William Larimer stanovil název města Denver City na počest guvernéra státu Kansas Jamese W. Denvera. Název města byl později zkrácen jen na Denver.
Nejčastější přezdívka města je The Mile High City kvůli jeho nadmořské výšce přibližně 1600 m (1 míle). Město je známo také jako Queen City of the Plains, kvůli své významné roli v rámci Velkých planin.
Vlajka města a okresu Denveru v Coloradu byla navržena a přijata v roce 1926. Bílá čára zlomená ve dvou bodech připomínající dva vrcholy hor vodorovně dělí vlajku na dvě části - spodní červenou a vrchní modrou se žlutým kruhem uprostřed. Červená barva má symbolizovat roviny Colorada, žlutý kruh pak má představovat slunce nad Skalnatými horami a jeho zlatá barva zároveň symbolizuje zlato nalezené ve zdejším regionu. Kruh znamená soudržnost Denveru a bílá barva pruhu je symbolem amerického dědictví.
Úřední razítko Denveru bylo navrženo místním umělcem Henrym Readem v roce 1901. V kruhu se nachází orel bělohlavý, symbol Spojených států, který připomíná, že město je městem nezávislým na Spojených státech. Klíčovým symbolem města Denver je brána do Skalnatých hor, která otevírá své dveře návštěvníkům. Zlatá kopule ukazuje jeden ze symbolů města - státní kapitol. Komín pak představuje významnou společnost The Omaha and Grant Smelter (Slévárny Omaha a Grand) sídlící v Denveru s ohledem na historii těžby a tavení drahých kovů v regionu. V pozadí jsou Skalnaté hory a sluneční paprsky, které osvětlují město.

## Geografie

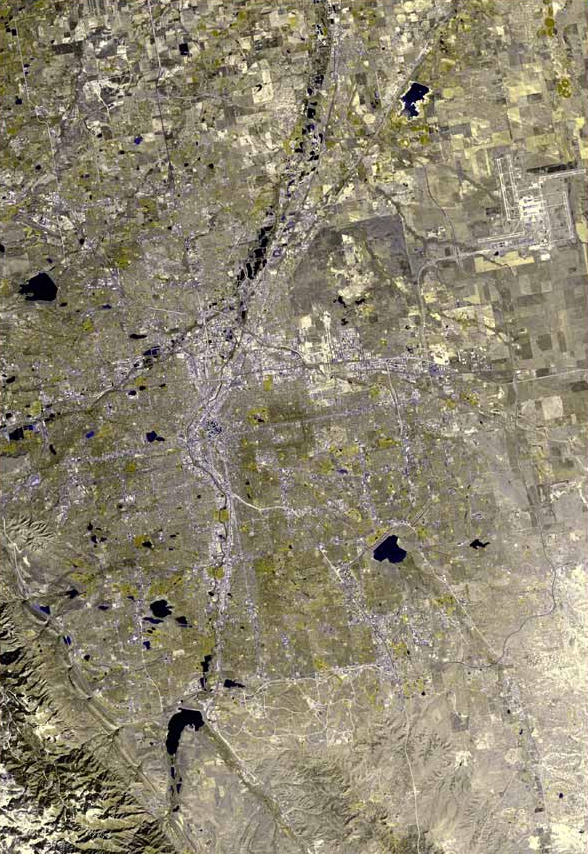
Satelitní snímek města

Denver se nachází v blízkosti Skalistých hor. V Denveru se nachází městský park Civic Center Park, na jehož konci se nachází muzeum Colorado History Museum o historii Colorada. Metropole Lower Downtown „LoDo“ leží u náměstí Larimer Square, která je současně hojně navštěvovaná oblast.

### Podnebí
Denver má polopouštní klima se čtyřmi ročními obdobími. Přestože Denver leží na Velkých planinách, počasí ve městě a v okolí je ovlivňováno především Skalistými horami.
Průměrná teplota v Denveru 10,1 °C a průměrné roční srážky jsou 402 mm. V sezóně se první sníh objevuje obvykle okolo 19. října a naposledy sněží asi 27. dubna, v průměru ho za zimní období napadne celkem 156 cm. Podle National Weather Service (Národního meteorologického ústavu) svítí slunce průměrně 69% dne.
| Denver – podnebí            | Denver – podnebí | Denver – podnebí | Denver – podnebí | Denver – podnebí | Denver – podnebí | Denver – podnebí | Denver – podnebí | Denver – podnebí | Denver – podnebí | Denver – podnebí | Denver – podnebí | Denver – podnebí | Denver – podnebí |
| Období                      | leden            | únor             | březen           | duben            | květen           | červen           | červenec         | srpen            | září             | říjen            | listopad         | prosinec         | rok              |
| --------------------------- | ---------------- | ---------------- | ---------------- | ---------------- | ---------------- | ---------------- | ---------------- | ---------------- | ---------------- | ---------------- | ---------------- | ---------------- | ---------------- |
| Průměrné denní maximum [°C] | 8                | 10               | 13               | 17               | 22               | 28               | 31               | 30               | 26               | 20               | 12               | 9                | 19               |
| Průměrné denní minimum [°C] | −9               | −7               | −4               | 0                | 5                | 9                | 13               | 11               | 7                | 1                | −5               | −8               | 1                |
| Průměrné srážky [mm]        | 13               | 12,4             | 32,5             | 49               | 58,9             | 39,6             | 54,9             | 46,2             | 29               | 25,1             | 24,9             | 16               | 401,5            |
| Zdroj: Weather Channel      |                  |                  |                  |                  |                  |                  |                  |                  |                  |                  |                  |                  |                  |

## Dějiny
První zmínka o Denveru byla napsána v roce 1858 prospektorem Williamem Russellem. William Russell se stal v Denveru známým objevitelem zlata. Nalezení zlatých valounů v řece Cherry Creek vedlo k založení hornické osady Denver. Tato osada nebyla příliš obyvatelná a ani obyvatel nečítalo mnoho. Následný nález zlata nedaleko města přimělo velkou část obyvatel osady se přemístit. Postupem času se Denver stával spíše usedlejší oblastí, které mnoho zlatokopů neobývalo.
Denver dvakrát hostil Democratic National Convention (Demokratické národní shromáždění). Poprvé roku 1908 a podruhé o sto let později, roku 2008. To vše s možností podporovat status města na národní, politické a společensko-ekonomické scéně.
Na začátku 20. století byl Denver, stejně jako mnoho dalších měst, domovem průkopníků automobilového průmyslu. Zde vyráběné automobily značky Colburn byly kopií dobových vozidel značky Renault.
Denver byl vybrán pořadatelem zimních olympijských her v roce 1976. Téhož roku se zároveň měly konat i oslavy sta let Colorada. Veřejnosti však vadilo hrazení her z veřejných financí, proto se musel Denver pořadatelství vzdát ve prospěch Innsbrucku v Rakousku. Povědomí, že Denver se jako jediné město doposavad musel vzdát pořadatelství, kvůli svému hospodářskému poklesu, ztížilo ostatní pokusy o znovuzískání pořadatelství. To pomohlo hnutí proti pořádání olympiády, které bylo založeno především na otázce životního prostředí. V jeho čele stál Richard Lamm, který se později na dvanáct let stal guvernérem státu Colorado, čímž byla možnost pořádat hry definitivně ztracena.
Město bývá občas historicky nazýváno jako Queen City of the Plains (Královna plání) kvůli své významné roli v zemědělství Colorada a Spojených států. Na počest města bylo několik lodí americké armády pojmenováno USS Denver.

## Demografie
Podle sčítání lidu z roku 2020 zde žilo 715 522 obyvatel.

### Rasové složení
- 68,9 % bílí Američané
- 10,2 % Afroameričané
- 1,4 % američtí indiáni
- 3,4 % asijští Američané
- 0,1 % pacifičtí ostrované
- 11,9 % jiná rasa
- 4,1 % dvě nebo více ras

Obyvatelé hispánského nebo latinskoamerického původu, bez ohledu na rasu, tvořili 31,8 % populace.

## Doprava
Doprava v celém okresu je poskytována ve formě autobusů, šesti linek rychlodrážní tramvaje a příměstských vlaků.

## Kultura
V Denveru mimo jiné sídlí významná galerie Denverské umělecké muzeum.

### Sport
Denver je domovem mnoha sportovních klubů a patří do skupiny měst USA, kde působí týmy ze čtyř nejvýznamnější amerických sportů. Město patří také mezi poslední tři, která mají družstvo zastupující všech osm z hlavních amerických sportovních soutěží. V roce 1970 Denver předložil vítěznou nabídku hostit Zimní olympijské hry 1976. Svého pořadatelství se však po třech letech z ekonomických důvodů musel vzdát. Dosud je tak jediným městem, které svou nabídku na pořádání her stáhlo.
Ve městě sídlí fotbalové družstvo Denver Broncos hrající Národní fotbalovou ligu. Své sídlo má na stadionu Sports Authority Field. Dále hokejové mužstvo NHL Colorado Avalanche které má sídlo v hale Pepsi Center, ve které hrají své zápasy i basketbalisté NBA Denver Nuggets.
V osmdesátých a devadesátých letech 20. století bylo jedno z priorit starosty města Federica Peñi vrátit do města Major League Baseball. Kvůli tomu byl zrekonstruován stadion Coors Field a bylo vytvořeno nové mužstvo Colorado Rockies.
V MLS hraje Colorado Rapids.

Sportovní zařízení v Denveru
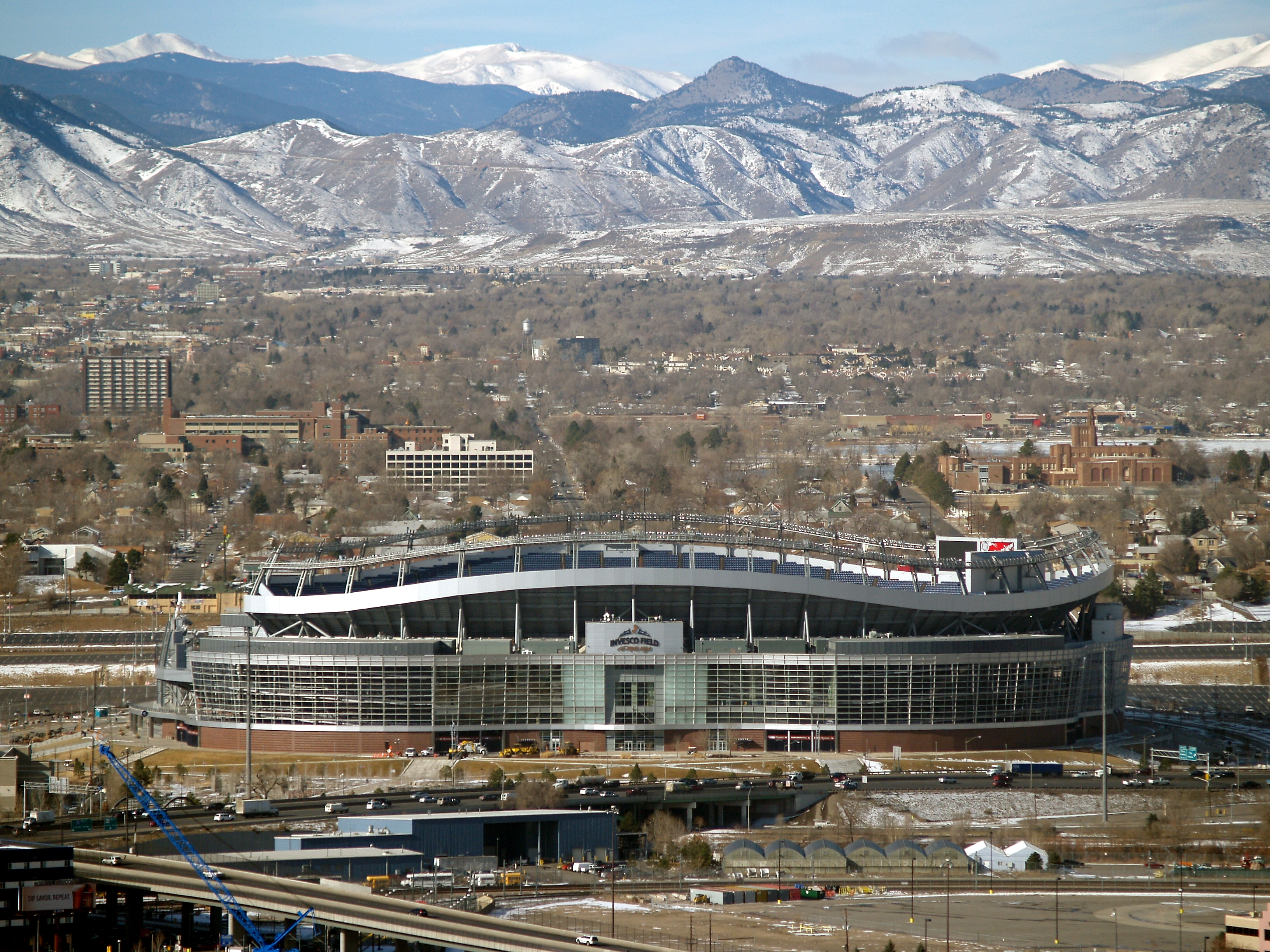
Invesco Field na ulici Mile High
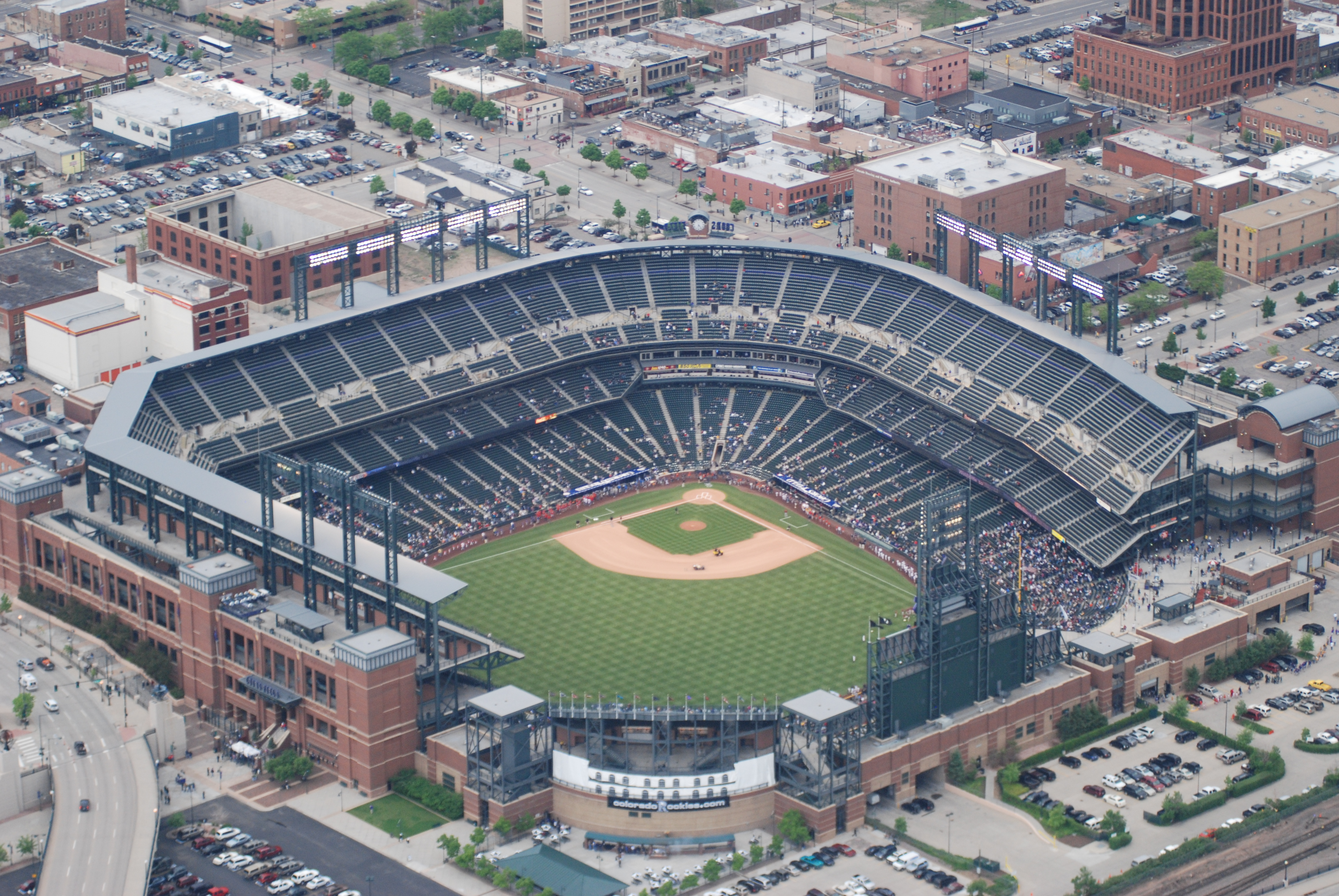
Coors Field
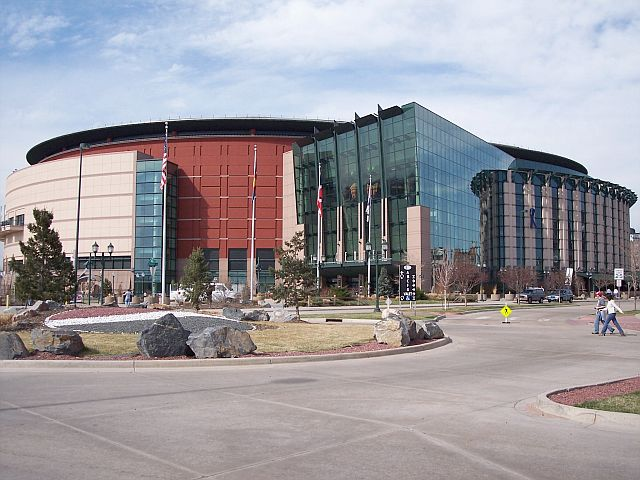
Pepsi Centrum

## Osobnosti měst
- Douglas Fairbanks (1883–1939), americký herec, režisér, scenárista a producent[11]
- Eddie Eagan (1897–1967), americký sportovec a právník[12]
- Ruth Handler (1916–2002), spoluzakladatelka společnosti Mattel, vynálezkyně panenky Barbie[13]
- John Swigert (1931–1982), americký vojenský letec a astronaut[14]
- Gerald Carr (1932–2020), americký námořní letec a astronaut[15]
- John Hall (* 1934), americký fyzik, nositel Nobelovy ceny za fyziku za rok 2005[16]
- Donna J. Haraway (* 1944), americká bioložka, historička vědy a feministka[17]
- Connie Willisová (* 1945), americká spisovatelka[18]
- Frank Welker (* 1946), americký herec a dabér[19]
- Tim Allen (* 1953), americký herec a komik[20]
- Paul Romer (* 1955), americký ekonom, nositel Nobelovy ceny za ekonomii[21]
- David Fincher (* 1962), americký režisér a producent[22]
- Scott Derrickson (* 1966), americký režisér, scenárista a producent[23]
- Neil Gorsuch (* 1967), soudce Nejvyššího soudu USA[24]
- Trey Parker (* 1969), americký animátor, scenárista a režisér[25]
- Rajeev Ram (* 1984), americký tenista[26]
- Annaleigh Ashford (* 1985), americká herečka, zpěvačka a tanečnice[27]
- AnnaSophia Robbová (* 1993), americká herečka[28]
- Anna Hallová (* 2001), americká atletka, vícebojařka[29]

## Partnerská města
- Brest, Francie (1948)
- Takajama, Japonsko (1960)
- Nairobi, Keňa (1975)
- Karmiel, Izrael (1977)
- Cuiabá, Brazílie ((1982)
- Cuernavaca, Mexiko (1983)
- Potenza, Itálie (1983)
- Čennaí, Indie (1984)
- Kchun-ming, Čína (1985)
- La Paz, Bolívie (1985)
- Aksúm, Etiopie (1995)
- Ulánbátar, Mongolsko (2001)
- Akureyri, Island (2012)

## Fotogalerie

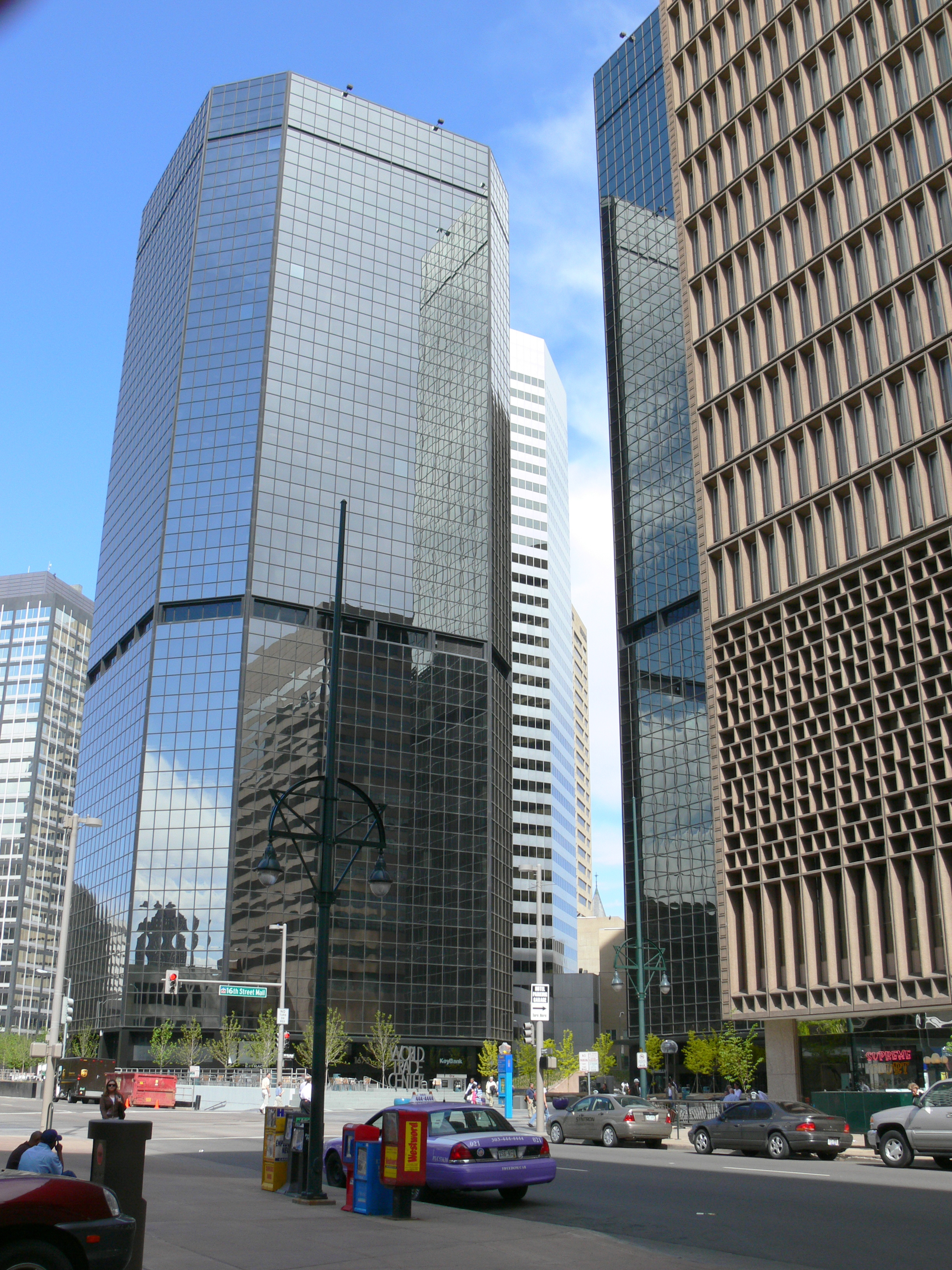
Ulice v centru města
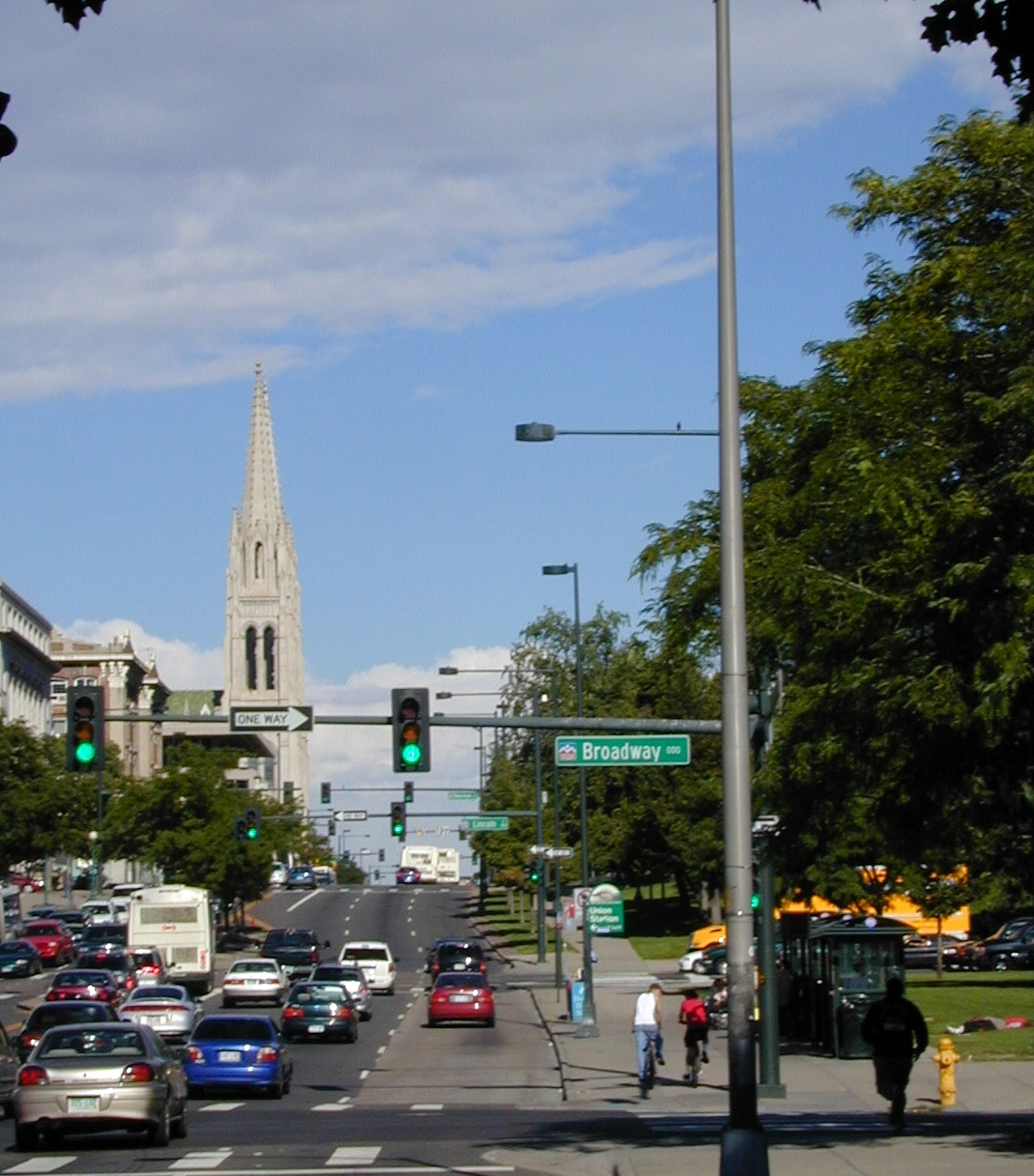
Doprava v Denveru